# هاربین وای-۱۱
هاربین وای-۱۱ (به انگلیسی: Harbin Y-11) (نام ناتو نام Chan) یک هواپیمای بال بالا با موتور دوتایی پیستونی است که توسط شرکت هواپیمایی هاربین (HAMC) ساخته شده‌است.

## مشخصات
هاربین وای-۱۱ دارای دو موتور شعاعی Ivchenko AI-14 در روی دو بال است.
- فاصله نوک دو بال: ۱۷ متر
- طول: ۱۲٫۰۱۷ متر
- ارتفاع: ۴٫۶۴ متر
- ظرفیت مسافر: ۷ نفر
- بیشینه سرعت: ۲۲۰ کیلومتر بر ساعت
- محدوده پرواز: ۹۹۵ کیلومتر
- سقف پرواز: ۴۰۰۰ متر